# Omar Elabdellaoui
Omar Elabdellaoui (Oslo, 5 dicembre 1991) è un ex calciatore norvegese, di ruolo difensore.

## Biografia
Di ascendenze marocchine, è il cugino di Mohammed e Mustafa Abdellaoue.

## Carriera

### Club
Elabdellaoui ha iniziato a giocare nelle giovanili dello Skeid, per passare poi in quelle del Manchester City. Non ha totalizzato alcuna presenza ufficiale con la maglia dei Citizens e, il 31 marzo 2011, è stato ceduto in prestito allo Strømsgodset.
Ha debuttato nell'Eliteserien in data 3 aprile, sostituendo Fredrik Nordkvelle nella sconfitta per 5-1 in casa dello Start. Il 15 luglio 2012, ha rinnovato il contratto con il Manchester City per un altro biennio.
Il 21 luglio 2012, è passato al Feyenoord con la formula del prestito. Il 19 gennaio 2013, si è trasferito all'Eintracht Braunschweig con la medesima formula. Il 10 maggio successivo, il club tedesco ne ha riscattato il cartellino a titolo definitivo ed il giocatore si è legato alla squadra tedesca con un contratto biennale.
Il 18 giugno 2014 ha firmato ufficialmente un contratto con i greci dell'Olympiacos, valido a partire dalla riapertura del calciomercato.
Il 15 dicembre 2015 è stato candidato alla vittoria finale del Gullballen, riconoscimento principale del premio Kniksen.
Il 17 agosto 2020 firma per il Galatasaray. Il 31 dicembre 2020, durante i festeggiamenti dell'ultimo dell'anno, è rimasto vittima di un incidente con i fuochi d'artificio presso la sua abitazione di Istanbul ed è stato ricoverato presso l'ospedale Liv in gravi condizioni. Rimasto cieco da entrambi gli occhi, ha subito ben undici interventi chirurgici grazie ai quali è tornato a vedere, riottenendo l'idoneità sportiva.
Il 2 dicembre 2022 ha firmato un contratto biennale con il Bodø/Glimt, valido a partire dal 1º gennaio 2023.

### Nazionale
Elabdellaoui ha esordito nella Norvegia under 21 il 17 novembre 2010, subentrando a Remi Johansen nella sconfitta in amichevole per 1-0 contro la Grecia under 21. Il 7 maggio 2013, è stato incluso nella lista provvisoria consegnata all'UEFA dal commissario tecnico Tor Ole Skullerud in vista del campionato europeo Under-21 2013. Il 22 maggio, il suo nome è stato confermato tra i 23 calciatori scelti per la manifestazione. La selezione norvegese ha superato la fase a gironi, per poi venire eliminata dalla Spagna under 21 in semifinale. In base al regolamento, la Norvegia ha ricevuto la medaglia di bronzo in ex aequo con i Paesi Bassi, altra semifinalista battuta.
Il 5 agosto 2013, ha ricevuto la prima convocazione nella nazionale maggiore.

## Statistiche

### Presenze e reti nei club
Statistiche aggiornate al 26 dicembre 2020.
| Stagione               | Club                   | Campionato             | Campionato | Campionato | Coppe nazionali | Coppe nazionali | Coppe nazionali | Coppe continentali | Coppe continentali | Coppe continentali | Supercoppe | Supercoppe | Supercoppe | Totale | Totale |
| Stagione               | Club                   | Comp                   | Pres       | Reti       | Comp            | Pres            | Reti            | Comp               | Pres               | Reti               | Comp       | Pres       | Reti       | Pres   | Reti   |
| ---------------------- | ---------------------- | ---------------------- | ---------- | ---------- | --------------- | --------------- | --------------- | ------------------ | ------------------ | ------------------ | ---------- | ---------- | ---------- | ------ | ------ |
| 2009-2010              | Manchester City        | PL                     | 0          | 0          | FACup+CdL       | 0+0             | 0               | UEL                | 0                  | 0                  | -          | -          | -          | 0      | 0      |
| 2010-2011              | Manchester City        | PL                     | 0          | 0          | FACup+CdL       | 0+0             | 0               | UEL                | 0                  | 0                  | -          | -          | -          | 0      | 0      |
| 2011                   | Strømsgodset           | ES                     | 10         | 0          | CN              | 3               | 1               | UEL                | 0                  | 0                  | -          | -          | -          | 13     | 1      |
| gen.-giu. 2012         | Manchester City        | PL                     | 0          | 0          | FACup+CdL       | 0+0             | 0               | UCL+UEL            | 0+0                | 0                  | CS         | -          | -          | 0      | 0      |
| Totale Manchester City | Totale Manchester City | Totale Manchester City | 0          | 0          |                 | 0               | 0               |                    | 0                  | 0                  |            |            |            | 0      | 0      |
| 2012-gen. 2013         | Feyenoord              | ED                     | 5          | 0          | CO              | 1               | 0               | UEL                | 1                  | 0                  | -          | -          | -          | 7      | 0      |
| gen.-giu. 2013         | E. Braunschweig        | 2L                     | 14         | 0          | CG              | -               | -               | -                  | -                  | -                  | -          | -          | -          | 14     | 0      |
| 2013-2014              | E. Braunschweig        | BL                     | 29         | 1          | CG              | 1               | 0               | -                  | -                  | -                  | -          | -          | -          | 30     | 1      |
| Totale E. Braunschweig | Totale E. Braunschweig | Totale E. Braunschweig | 43         | 1          |                 | 1               | 0               |                    |                    |                    |            |            |            | 44     | 1      |
| 2014-2015              | Olympiacos             | SL                     | 24         | 1          | CG              | 0               | 0               | UCL+UEL            | 6+2                | 0                  | -          | -          | -          | 29     | 1      |
| 2015-2016              | Olympiacos             | SL                     | 20         | 2          | CG              | 2               | 0               | UCL+UEL            | 6+1                | 0                  | -          | -          | -          | 29     | 2      |
| 2016-gen. 2017         | Olympiacos             | SL                     | 2          | 0          | CG              | 1               | 1               | UCL+UEL            | 0+1                | 0                  | -          | -          | -          | 4      | 1      |
| gen.-giu. 2017         | Hull City              | PL                     | 8          | 0          | FACup+CdL       | 1+0             | 0               | -                  | -                  | -                  | -          | -          | -          | 9      | 0      |
| 2017-2018              | Olympiacos             | SL                     | 19         | 1          | CG              | 2               | 0               | UCL                | 6                  | 0                  | -          | -          | -          | 27     | 1      |
| 2018-2019              | Olympiacos             | SL                     | 23         | 5          | CG              | 0               | 0               | UEL                | 8                  | 0                  | -          | -          | -          | 31     | 5      |
| 2019-2020              | Olympiacos             | SL                     | 21+7       | 1          | CG              | 3               | 0               | UCL+UEL            | 12+4               | 0                  | -          | -          | -          | 47     | 1      |
| Totale Olympiakos      | Totale Olympiakos      | Totale Olympiakos      | 109+7      | 10         |                 | 8               | 1               |                    | 46                 | 0                  |            | -          | -          | 170    | 11     |
| 2020-2021              | Galatasaray            | SL                     | 10         | 0          | TK              | 1               | 0               | UEL                | 2                  | 0                  | -          | -          | -          | 13     | 0      |
| 2021-2022              | Galatasaray            | SL                     | 7          | 0          | TK              | 0               | 0               | -                  | -                  | -                  | -          | -          | -          | 7      | 0      |
| Totale Galatasaray     | Totale Galatasaray     | Totale Galatasaray     | 17         | 0          |                 | 1               | 0               |                    | 2                  | 0                  |            | -          | -          | 20     | 0      |
| 2023                   | Bodø/Glimt             | ES                     | 11         | 0          | CN              | 2               | 0               | UECL               | 0                  | 0                  | -          | -          | -          | 13     | 0      |
| Totale carriera        | Totale carriera        | Totale carriera        | 210        | 11         |                 | 18              | 2               |                    | 49                 | 0                  |            | -          | -          | 277    | 13     |

### Cronologia presenze e reti in nazionale
| Cronologia completa delle presenze e delle reti in nazionale ― Norvegia | Cronologia completa delle presenze e delle reti in nazionale ― Norvegia | Cronologia completa delle presenze e delle reti in nazionale ― Norvegia | Cronologia completa delle presenze e delle reti in nazionale ― Norvegia | Cronologia completa delle presenze e delle reti in nazionale ― Norvegia | Cronologia completa delle presenze e delle reti in nazionale ― Norvegia | Cronologia completa delle presenze e delle reti in nazionale ― Norvegia | Cronologia completa delle presenze e delle reti in nazionale ― Norvegia |
| Data                                                                    | Città                                                                   | In casa                                                                 | Risultato                                                               | Ospiti                                                                  | Competizione                                                            | Reti                                                                    | Note                                                                    |
| ----------------------------------------------------------------------- | ----------------------------------------------------------------------- | ----------------------------------------------------------------------- | ----------------------------------------------------------------------- | ----------------------------------------------------------------------- | ----------------------------------------------------------------------- | ----------------------------------------------------------------------- | ----------------------------------------------------------------------- |
| 14-8-2013                                                               | Solna                                                                   | Svezia                                                                  | 4 – 2                                                                   | Norvegia                                                                | Amichevole                                                              | -                                                                       | 73’                                                                     |
| 10-9-2013                                                               | Oslo                                                                    | Norvegia                                                                | 0 – 2                                                                   | Svizzera                                                                | Qual. Mondiali 2014                                                     | -                                                                       | 69’                                                                     |
| 11-10-2013                                                              | Maribor                                                                 | Slovenia                                                                | 3 – 0                                                                   | Norvegia                                                                | Qual. Mondiali 2014                                                     | -                                                                       |                                                                         |
| 15-10-2013                                                              | Oslo                                                                    | Norvegia                                                                | 1 – 1                                                                   | Islanda                                                                 | Qual. Mondiali 2014                                                     | -                                                                       |                                                                         |
| 15-11-2013                                                              | Herning                                                                 | Danimarca                                                               | 2 – 1                                                                   | Norvegia                                                                | Amichevole                                                              | -                                                                       | 87’                                                                     |
| 19-11-2013                                                              | Molde                                                                   | Norvegia                                                                | 0 – 1                                                                   | Scozia                                                                  | Amichevole                                                              | -                                                                       | 60’                                                                     |
| 5-3-2014                                                                | Praga                                                                   | Rep. Ceca                                                               | 2 – 2                                                                   | Norvegia                                                                | Amichevole                                                              | -                                                                       |                                                                         |
| 3-9-2014                                                                | Londra                                                                  | Inghilterra                                                             | 1 – 0                                                                   | Norvegia                                                                | Amichevole                                                              | -                                                                       |                                                                         |
| 9-9-2014                                                                | Oslo                                                                    | Norvegia                                                                | 0 – 2                                                                   | Italia                                                                  | Qual. Euro 2016                                                         | -                                                                       |                                                                         |
| 10-10-2014                                                              | Ta' Qali                                                                | Malta                                                                   | 0 – 3                                                                   | Norvegia                                                                | Qual. Euro 2016                                                         | -                                                                       |                                                                         |
| 13-10-2014                                                              | Oslo                                                                    | Norvegia                                                                | 2 – 1                                                                   | Bulgaria                                                                | Qual. Euro 2016                                                         | -                                                                       |                                                                         |
| 12-11-2014                                                              | Oslo                                                                    | Norvegia                                                                | 0 – 1                                                                   | Estonia                                                                 | Amichevole                                                              | -                                                                       | 46’                                                                     |
| 16-11-2014                                                              | Baku                                                                    | Azerbaigian                                                             | 0 – 1                                                                   | Norvegia                                                                | Qual. Euro 2016                                                         | -                                                                       |                                                                         |
| 8-6-2015                                                                | Oslo                                                                    | Norvegia                                                                | 0 – 0                                                                   | Svezia                                                                  | Amichevole                                                              | -                                                                       | 46’                                                                     |
| 12-6-2015                                                               | Oslo                                                                    | Norvegia                                                                | 0 – 0                                                                   | Azerbaigian                                                             | Qual. Euro 2016                                                         | -                                                                       |                                                                         |
| 3-9-2015                                                                | Sofia                                                                   | Bulgaria                                                                | 0 – 1                                                                   | Norvegia                                                                | Qual. Euro 2016                                                         | -                                                                       |                                                                         |
| 6-9-2015                                                                | Oslo                                                                    | Norvegia                                                                | 2 – 0                                                                   | Croazia                                                                 | Qual. Euro 2016                                                         | -                                                                       |                                                                         |
| 10-10-2015                                                              | Oslo                                                                    | Norvegia                                                                | 2 – 0                                                                   | Malta                                                                   | Qual. Euro 2016                                                         | -                                                                       |                                                                         |
| 13-10-2015                                                              | Roma                                                                    | Italia                                                                  | 2 – 1                                                                   | Norvegia                                                                | Qual. Euro 2016                                                         | -                                                                       |                                                                         |
| 12-11-2015                                                              | Oslo                                                                    | Norvegia                                                                | 0 – 1                                                                   | Ungheria                                                                | Qual. Euro 2016                                                         | -                                                                       | 65’                                                                     |
| 15-11-2015                                                              | Budapest                                                                | Ungheria                                                                | 2 – 1                                                                   | Norvegia                                                                | Qual. Euro 2016                                                         | -                                                                       |                                                                         |
| 29-3-2016                                                               | Oslo                                                                    | Norvegia                                                                | 2 – 0                                                                   | Finlandia                                                               | Amichevole                                                              | -                                                                       |                                                                         |
| 11-11-2016                                                              | Praga                                                                   | Rep. Ceca                                                               | 2 – 1                                                                   | Norvegia                                                                | Amichevole                                                              | -                                                                       |                                                                         |
| 26-3-2017                                                               | Belfast                                                                 | Irlanda del Nord                                                        | 2 – 0                                                                   | Norvegia                                                                | Qual. Mondiali 2018                                                     | -                                                                       |                                                                         |
| 1-9-2017                                                                | Oslo                                                                    | Norvegia                                                                | 2 – 0                                                                   | Azerbaigian                                                             | Qual. Mondiali 2018                                                     | -                                                                       | 89’                                                                     |
| 4-9-2017                                                                | Stoccarda                                                               | Germania                                                                | 2 – 0                                                                   | Norvegia                                                                | Qual. Mondiali 2018                                                     | -                                                                       | cap.                                                                    |
| 23-3-2018                                                               | Oslo                                                                    | Norvegia                                                                | 4 – 1                                                                   | Australia                                                               | Amichevole                                                              | -                                                                       |                                                                         |
| 26-3-2018                                                               | Elbasan                                                                 | Albania                                                                 | 0 – 1                                                                   | Norvegia                                                                | Amichevole                                                              | -                                                                       | 46’                                                                     |
| 6-9-2018                                                                | Oslo                                                                    | Norvegia                                                                | 2 – 0                                                                   | Cipro                                                                   | UEFA Nations League 2018-2019 - 1º turno                                | -                                                                       | 44’                                                                     |
| 9-9-2018                                                                | Sofia                                                                   | Bulgaria                                                                | 1 – 0                                                                   | Norvegia                                                                | UEFA Nations League 2018-2019 - 1º turno                                | -                                                                       |                                                                         |
| 13-10-2018                                                              | Oslo                                                                    | Norvegia                                                                | 1 – 0                                                                   | Slovenia                                                                | UEFA Nations League 2018-2019 - 1º turno                                | -                                                                       |                                                                         |
| 16-10-2018                                                              | Oslo                                                                    | Norvegia                                                                | 1 – 0                                                                   | Bulgaria                                                                | UEFA Nations League 2018-2019 - 1º turno                                | -                                                                       |                                                                         |
| 16-11-2018                                                              | Lubiana                                                                 | Slovenia                                                                | 1 – 1                                                                   | Norvegia                                                                | UEFA Nations League 2018-2019 - 1º turno                                | -                                                                       |                                                                         |
| 19-11-2018                                                              | Nicosia                                                                 | Cipro                                                                   | 0 – 2                                                                   | Norvegia                                                                | UEFA Nations League 2018-2019 - 1º turno                                | -                                                                       | cap.                                                                    |
| 23-3-2019                                                               | Valencia                                                                | Spagna                                                                  | 2 – 1                                                                   | Norvegia                                                                | Qual. Euro 2020                                                         | -                                                                       |                                                                         |
| 26-3-2019                                                               | Oslo                                                                    | Norvegia                                                                | 3 – 3                                                                   | Svezia                                                                  | Qual. Euro 2020                                                         | -                                                                       | cap.                                                                    |
| 7-6-2019                                                                | Oslo                                                                    | Norvegia                                                                | 2 – 2                                                                   | Romania                                                                 | Qual. Euro 2020                                                         | -                                                                       | cap.                                                                    |
| 10-6-2019                                                               | Tórshavn                                                                | Fær Øer                                                                 | 0 – 2                                                                   | Norvegia                                                                | Qual. Euro 2020                                                         | -                                                                       | cap.                                                                    |
| 5-9-2019                                                                | Oslo                                                                    | Norvegia                                                                | 2 – 0                                                                   | Malta                                                                   | Qual. Euro 2020                                                         | -                                                                       |                                                                         |
| 8-9-2019                                                                | Solna                                                                   | Svezia                                                                  | 1 – 1                                                                   | Norvegia                                                                | Qual. Euro 2020                                                         | -                                                                       |                                                                         |
| 12-10-2019                                                              | Oslo                                                                    | Norvegia                                                                | 1 – 1                                                                   | Spagna                                                                  | Qual. Euro 2020                                                         | -                                                                       |                                                                         |
| 15-10-2019                                                              | Bucarest                                                                | Romania                                                                 | 1 – 1                                                                   | Norvegia                                                                | Qual. Euro 2020                                                         | -                                                                       |                                                                         |
| 15-11-2019                                                              | Oslo                                                                    | Norvegia                                                                | 4 – 0                                                                   | Fær Øer                                                                 | Qual. Euro 2020                                                         | -                                                                       | cap.                                                                    |
| 18-11-2019                                                              | Ta' Qali                                                                | Malta                                                                   | 1 – 2                                                                   | Norvegia                                                                | Qual. Euro 2020                                                         | -                                                                       | 46’                                                                     |
| 4-9-2020                                                                | Oslo                                                                    | Norvegia                                                                | 1 – 2                                                                   | Austria                                                                 | Qual. Euro 2020                                                         | -                                                                       |                                                                         |
| 7-9-2020                                                                | Belfast                                                                 | Irlanda del Nord                                                        | 1 – 5                                                                   | Norvegia                                                                | UEFA Nations League 2020-2021 - 1º turno                                | -                                                                       | 80’                                                                     |
| 8-10-2020                                                               | Oslo                                                                    | Norvegia                                                                | 1 – 2 dts                                                               | Serbia                                                                  | Qual. Euro 2020                                                         | -                                                                       | 116’                                                                    |
| 11-10-2020                                                              | Oslo                                                                    | Norvegia                                                                | 4 – 0                                                                   | Romania                                                                 | UEFA Nations League 2020-2021 - 1º turno                                | -                                                                       | cap. 61’ 78’                                                            |
| 14-10-2020                                                              | Oslo                                                                    | Norvegia                                                                | 1 – 0                                                                   | Irlanda del Nord                                                        | UEFA Nations League 2020-2021 - 1º turno                                | -                                                                       | cap.                                                                    |
| Totale                                                                  |                                                                         | Presenze                                                                | 49                                                                      |                                                                         | Reti                                                                    | 0                                                                       |                                                                         |

## Palmarès

### Club

#### Competizioni nazionali
- Campionato greco: 3

Olympiakos: 2014-2015, 2015-2016, 2019-2020
- Coppa di Grecia: 1

Olympiakos: 2014-2015
- Campionato norvegese: 2

Bodø/Glimt: 2023, 2024

### Individuale
- Giocatore norvegese dell'anno: 1

2015